# Frankrigs premierminister
Frankrigs premierminister (fransk: Premier ministre français) er Frankrigs regeringsleder. Frankrigs regering deler den udøvende magt med præsidenten, som er landets statsoverhoved. Præsidenten udnævner premierministeren samt de øvrige ministre på baggrund af forslag fra premierministeren. Præsidenten kan afskedige premierministeren og kan afskedige øvrige ministre på baggrund af råd fra premierministeren. Nationalforsamlingen kan dog afskedige regering ved et mistillidsvotum, og derfor udnævnes premierministeren fra den partigruppe, der har flertal i parlamentet. Dette indebær, at premierminister og præsident kan tilhøre forskellige politiske partier. Premierministeren kontor er beliggende i Hôtel Matignon i Paris. Embedet har eksisteret siden 22. juni 1815, dog med forskellige titler.
Forud for vedtagelsen af forfatningen for den femte franske republik blev premierministeren almindeligvis tituleret Président du Conseil des Ministres, på dansk konseilspræsident. Efter det første kejserriges fald i 1815 og frem til det andet kejserriges etablering i 1851, var konseilspræsidenten landets regeringsleder. Under Napoleon 3. ensvældestyre fra 1851-69 var posten vakant. Fra 1869-1870 var regeringslederens titel kabinetchef. Fra 1870-1871 blev landet styret af Gouvernement de la Défense nationale (Regering for nationalt forsvar). Under tredje og fjerde republik var regeringlederens titel igen konseilspræsident.

## Se mere
- Liste over Frankrigs premierministre